# Formica didyma
Formica didyma är en myrart som beskrevs av Fabricius 1782. Formica didyma ingår i släktet Formica och familjen myror. Inga underarter finns listade i Catalogue of Life.